# هارييت كريتون
هارييت بالدوين كريتون (بالإنجليزية: Harriet Creighton)‏ (27 يونيو 1909 - 9 يناير 2004) عالمة نبات أمريكية .